# Robert Ridgway (Politiker)

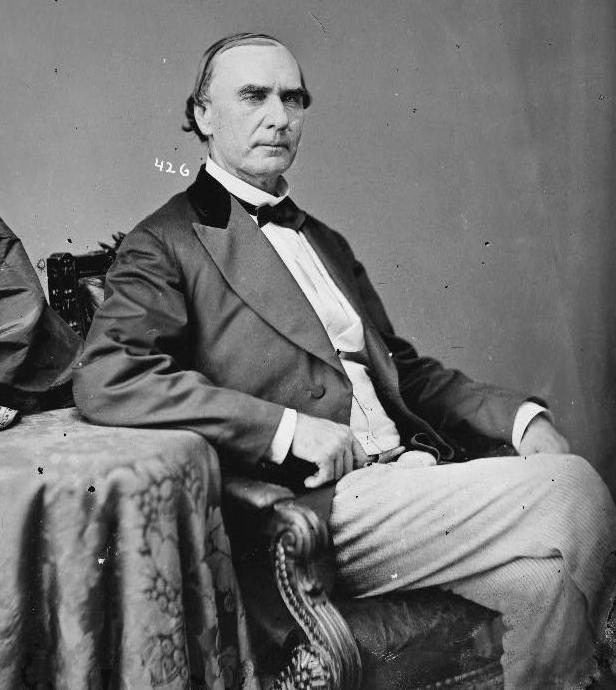
Robert Ridgway

Robert Ridgway (* 21. April 1823 in Lynchburg, Virginia; † 16. Oktober 1870 in Cool Well, Virginia) war ein US-amerikanischer Politiker. Im Jahr 1870 vertrat er den Bundesstaat Virginia im US-Repräsentantenhaus.

## Leben
Robert Ridgway besuchte das Emory and Henry College in Emory und studierte danach an der University of Virginia in Charlottesville. Nach einem anschließenden Jurastudium und seiner Zulassung als Rechtsanwalt begann er in Bedford in diesem Beruf zu arbeiten. Damals gab er auch die Zeitung Bedford Sentinel heraus. Im Jahr 1853 zog er nach Richmond, wo er bis zum Beginn des Bürgerkrieges ebenfalls eine Zeitung verlegte. Danach ließ er sich in Amherst nieder.
Nach dem Bürgerkrieg wurde Ridgway in den Kongress gewählt, dort aber nicht zugelassen, weil Virginia noch nicht wieder Mitglied der Union war. Nach der Wiederzulassung seines Staates zur Union wurde er im fünften Wahlbezirk von Virginia als Mitglied der Conservative Party ins US-Repräsentantenhaus gewählt, wo er am 27. Januar 1870 sein neues Mandat antrat. Dieses konnte er aber nur bis zu seinem Tod am 16. Oktober desselben Jahres ausüben.